# 866

## Родени
- 15 август – Робер I, крал на Франция
- 19 септември – Лъв VI Философ, византийски император